# NGC 7087
NGC 7087 est une galaxie spirale barrée située dans la constellation de la Grue. Sa vitesse par rapport au fond diffus cosmologique est de 4 895 ± 41 km/s, ce qui correspond à une distance de Hubble de 71,7 ± 5,0 Mpc (∼234 millions d'al). NGC 7087 a été découverte par l'astronome britannique John Herschel en 1834.	
La classe de luminosité de NGC 7087 est I-II. 

## Groupe d'IC 5105
Selon A. M. Garcia NGC 7087 fait partie du groupe d'IC 5105. Ce groupe de galaxies renferme au moins 19 membres. Les autres galaxies du groupe sont NGC 7057, NGC 7060, NGC 7072, NGC 7075, NGC 7110, NGC 7130, IC 5105, IC 5105A, IC 5128, IC 5139, et huit galaxies du catalogue ESO.
Étonnamment, ESO 343-07, la galaxie voisine à l'ouest de NGC 7087, n'apparaît sur la liste de Garcia. La distance de Hubble d'ESO 343-07 est pourtant presque la même que celle de NGC 7087, soit 72,19 ± 5,09 Mpc (∼235 millions d'al). Ces deux galaxies forment sûrement une paire réelle.